# Condado de Barton (Misuri)
El condado de Barton (en inglés: Barton County) es un condado en el estado estadounidense de Misuri. En el censo de 2000 el condado tenía una población de 12.541 habitantes. La sede de condado es Lamar. El condado fue fundado en 1855 y fue nombrado en honor a David Barton, un senador de Misuri. El Presidente Harry S. Truman nació en el condado.

## Geografía
Según la Oficina del Censo, el condado tiene un área total de 1.546 km² (597 sq mi), de la cual 1.539 km² (594 sq mi) es tierra y 7 km² (3 sq mi) (0,41%) es agua.

### Condados adyacentes
- Condado de Vernon (norte)
- Condado de Cedar (noreste)
- Condado de Dade (este)
- Condado de Jasper (sur)
- Condado de Crawford, Kansas (oeste)

## Autopistas importantes
- Interestatal 49
- U.S. Route 71
- U.S. Route 160
- Ruta Estatal de Misuri 43
- Ruta Estatal de Misuri 126

## Demografía
En el  censo de 2000, hubo 12.541 personas, 4.895 hogares y 3.441 familias residiendo en el condado. La densidad poblacional era de 21 personas por milla cuadrada (8/km²). En el 2000 había 5.409 unidades habitacionales en una densidad de 9 por milla cuadrada (4/km²). La demografía del condado era de 96,93% blancos, 0,29% afroamericanos, 0,83% amerindios, 0,28% asiáticos, 0,10% isleños del Pacífico, 0,14% de otras razas y 1,44% de dos o más razas. 0,95% de la población era de origen hispano o latino de cualquier raza. 
La renta promedio para un hogar del condado era de $29.275 y el ingreso promedio para una familia era de $35.638. En 2000 los hombres tenían un ingreso medio de $25.254 versus $19.663 para las mujeres. La renta per cápita para el condado era de $13.987 y el 13,00% de la población estaba bajo el umbral de pobreza nacional.

## Ciudades y pueblos
| - Boston - Burgess - Iantha | - Irwin - Kenoma - Lamar | - Lamar Heights - Liberal - Milford | - Mindenmines - Nashville - Golden City |

### Municipios
| - Municipio de Barton City - Municipio de Central - Municipio de City - Municipio de Doylesport - Municipio de Golden City - Municipio de Lamar - Municipio de Leroy - Municipio de Milford | - Municipio de Nashville - Municipio de Newport - Municipio de Northfork - Municipio de Ozark - Municipio de Richland - Municipio de South West - Municipio de Union |